# Sweet Poppa Lou
Sweet Poppa Lou è un album di Lou Donaldson, pubblicato dalla Muse Records nel 1981. Il disco fu registrato il 7 gennaio 1981 al "Rudy Van Gelder Studio" di Englewood Cliffs, New Jersey (Stati Uniti).

## Tracce
Lato A
1. Mambo Inn – 4:41 (Bobby Woodlen, Grace Sampson, Mario Bauza)
2. You'll Never Know – 6:03 (Harry Warren, Mack Gordon)
3. Mo' Gravy – 6:20 (Lou Donaldson)

Lato B
1. If I Should Lose You – 5:35 (Leo Robin, Ralph Rainger)
2. Shuckin' Blues – 7:18 (Lou Donaldson)
3. Don't Take Your Love from Me – 5:43 (Henry Nemo)

## Musicisti
Lou Donaldson Quintet
- Lou Donaldson - sassofono alto
- Herman Foster - pianoforte
- Calvin Hill - basso
- Idris Muhammad - batteria
- Ralph Dorsey - percussioni (brani : A1, A3 & B3)